# イーグル・エア (アイスランド 1976年)
イーグル・エア・オブ・アイスランド（アイスランド語: Arnarflug, 英語: Eagle Air of Iceland）は、かつて存在したアイスランドの航空会社である。

## 歴史
イーグル・エア・オブ・アイスランドは運航停止となったエア・バイキングの元従業員が中心となり、1976年4月10日に設立された。
当初は国際チャーター便の運航やサブチャーターを業務としていた。1976年6月にスペインにチャーター便を運航したのが最初の運航となり、以降、ヨーロッパ各地にチャーター便の運航を行った。
アイスランドへの観光客が減少する冬季にはチャーター便の需要も低下することから、チャーター便の運航のみでは経営上も問題があり、その後同社は業務内容を拡大していった。1979年には運航を停止した別の航空会社の路線権を継承する形で、レイキャヴィークからアイスランド西部各地への定期路線の運航を開始した。1981年にはボーイング737機を導入して国際定期路線の運航を開始、アイスランドからアムステルダム、デュッセルドルフ、チューリッヒなどへの路線を運航した。1982年3月には貨物航空会社のイースカーゴ(Íscargo)を買収、貨物便の運航も行った。
しかし1980年代後半から業績が低迷し、1990年8月には運航が停止された。運航路線はアイスランド航空が暫定的に運航していたが、11月には正式に路線認可がアイスランド航空に移された。国内線会社は別の会社と合併し、Íslandsflugとなった。

## 機材
当初、国際線機材は旧エア・バイキング機などボーイング727が中心であったが、1980年以降ボーイング707やボーイング737を購入やリースにより入手し、運用していた。

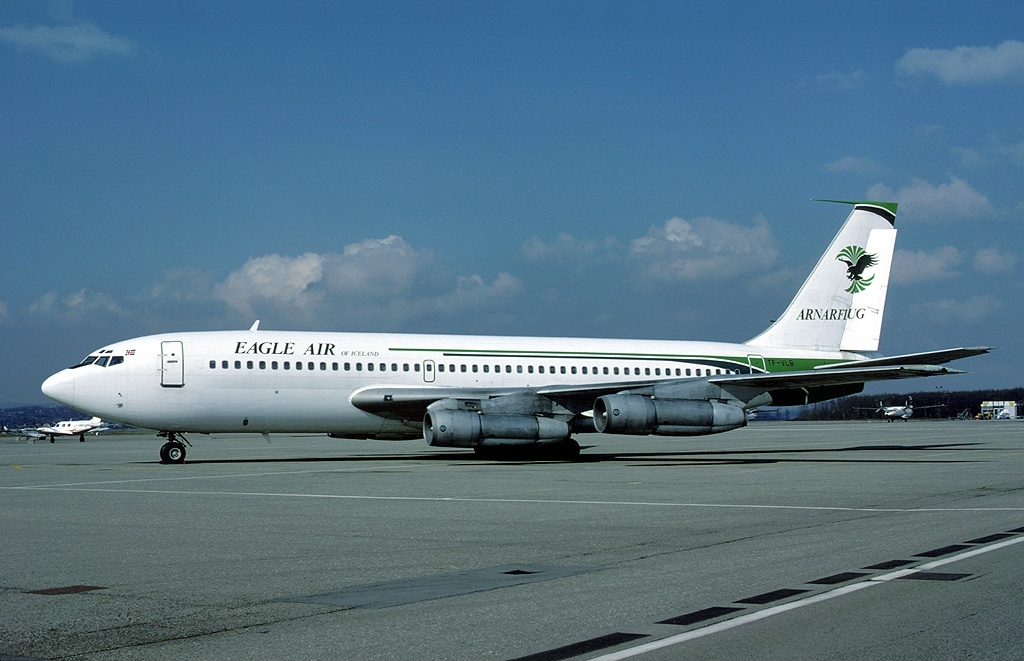
ボーイング727(TF-VLB)
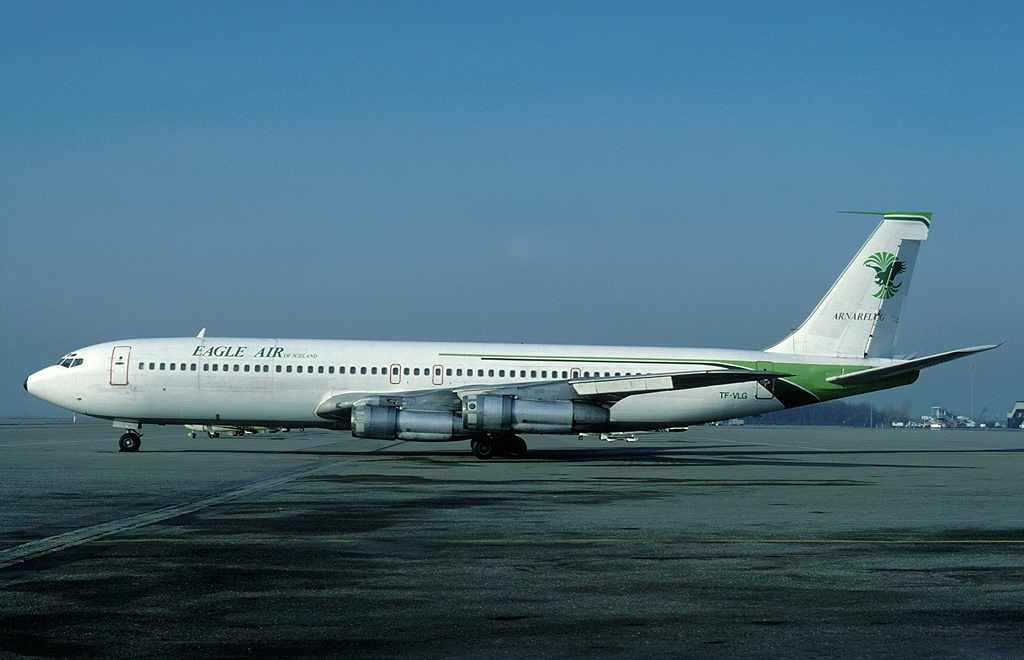
ボーイング707(TF-VLG)